# Kuang-jüan
Kuang-jüan (čínsky pchin-jinem Gǔangyúan, znaky 广元) je městská prefektura v Čínské lidové republice, kde patří do provincie S’-čchuan. Má celkovou rozlohu 16 166 čtverečních kilometrů a v roce 2020 v ní žilo 2,3 milionu obyvatel.
Ekonomika provincie je založena jak na těžkém průmyslu, tak na těžbě a zemědělství.
Při zemětřesení 12. května 2008 zde zahynulo 3 882 lidí, 28 245 bylo zraněno a 125 bylo k 7. červnu nezvěstných.

## Poloha
Kuang-jüan leží v severovýchodní části provincie S’-čchuan. V rámci provincie hraničí na západě s Mien-jangem, na jihu s Nan-čchungem a na východě s Pa-čungem.

## Administrativní členění
Městská prefektura Kuang-jüan se člení na sedm celků okresní úrovně, a sice tři městské obvody a čtyři okresy.
| Li-čou Čao-chua Čchao-tchien okres · Wang-cchang okres · Čching-čchuan okres · Ťien-ke okres · Cchang-si |        |                       |                    |                                  |
| Název | Název  | Počet obyvatel (2020) | Rozloha km² (2020) | Hustota zalidnění (obyv. na km²) |
| český přepis                                                                                             | znaky  | Počet obyvatel (2020) | Rozloha km² (2020) | Hustota zalidnění (obyv. na km²) |
| Městské obvody                                                                                           |        |                       |                    |                                  |
| Li-čou                                                                                                   | 利州区 | 621978                | 1 531              | 406                              |
| Čao-chua                                                                                                 | 昭化区 | 134 202               | 1 429              | 94                               |
| Čchao-tchien                                                                                             | 朝天区 | 126 506               | 1 461              | 87                               |
| Okresy                                                                                                   |        |                       |                    |                                  |
| Wang-cchang                                                                                              | 旺苍县 | 330 108               | 2 995              | 110                              |
| Čching-čchuan                                                                                            | 青川县 | 156 387               | 3 215              | 49                               |
| Ťien-ke                                                                                                  | 剑阁县 | 423 859               | 3 203              | 132                              |
| Cchang-si                                                                                                | 苍溪县 | 512 617               | 2 332              | 220                              |
| |        |                       |                    |                                  |
| Celkem                                                                                                   | Celkem | 2 305 657             | 16 166             | 143                              |

## Rodáci
- Wu Ce-tchien (624-705), v letech 690–705 vládnoucí říši Tchang jako císař.